# 单胺类神经递质

去甲肾上腺素

单胺类神经递质（英語：monoamine neurotransmitter）是含有芳乙胺结构的神经递质和神经调质，所有单胺类都是从芳香族氨基酸（苯丙氨酸、酪氨酸、色氨酸）和甲状腺激素衍生而来，经芳香族L-胺基酸脫羧酶的作用而得。而在人体中是通过单胺氧化酶剪切掉这些氨基酸实现去激活。
单胺类神经递质参与的神经调控网络被称为单胺类神经递质系统。单胺类神经递质系统参与情绪、唤醒及一些特定种类的记忆反应的过程。除此以外，它还被发现在星形胶质细胞产生和分泌神经营养因子3（一种参与维持神经元完整性且为神经元提供营养支持的化学物质）的过程中起到重要的作用。
存在可以将单胺类神经递质传递传递出或进入入细胞的转运蛋白，被称为单胺类神经递质转运蛋白。包括多巴胺转运体（DAT），血清素转运体（SERT）和去甲肾上腺素转运体（VMAT1和VMAT2），它们都位于胞内突触小泡的膜上。
在被释放到突触间隙后， 单胺类神经递质最终被突触前神经元重新吸收。在那里他们被单胺氧化酶所降阶或是被重新包装进入突触小泡。其中单胺氧化酶是一些单胺氧化酶抑制剂的作用靶点，这些单胺氧化酶抑制剂可被作为一种抗抑郁药物。
一些可以提升或降低单胺类神经递质作用的药物被用于治疗病人药理上和神经病学的失调，包括重性抑郁疾患、焦虑症、精神分裂症、帕金森综合征等。

## 演化
单胺类神经递质系统在基本上出现在所有的脊椎动物中，而演化出这些神经调控系统帮助提升了脊椎动物对于不同环境的适应性。

单胺受体的演化树形图

## 例子
- 单胺
- 类甲腺质
- 儿茶酚胺类
  - 多巴胺
  - 去甲肾上腺素
  - 肾上腺素
- 色胺类
  - 血清素
  - 褪黑素
- 痕量胺类
  - β-苯乙胺
  - 酪胺
  - 色胺
  - 章胺
  - 3-碘类甲腺质